# Karel Pánek
Karel Pánek (10. června 1860, Místek – ?) byl český architekt.

## Život
Společně s Karlem Paříkem působil v závěru 19. století v Bosně a Hercegovině, kde se podílel na navrhování budov především v metropoli Sarajevu v rámci přestavby a modernizace města. Mezi jeho práce patřil např. palác ředitelství železnic, přestavbu Františkánského kláštera, Filipovićova kasárna, pavilon Bosny a Hercegoviny pro Světovou výstavu v Paříži, který zdobily obrazy Alfonse Muchy. Kromě toho Pánek vyprojektoval několik budov v lázních Ilidža západně od Sarajeva a v blízkosti pramene řeky Bosny.